# お前はまだグンマを知らない
『お前はまだグンマを知らない』（おまえはまだグンマをしらない）は、井田ヒロトによる日本の漫画作品。『月刊コミック@バンチ』（新潮社）のウェブコミック配信サイト『くらげバンチ』にて2013年10月から2019年5月31日まで配信。累計発行部数は2017年2月現在で50万部。略称は「おまグン」
作者が中学1年の時に群馬県高崎市に引っ越してきた時の体験がベースとなっている。
新連載立ち上げの際編集から「多くのファンを獲得する為に色んな要素を盛り込んだ方が良い」と言われたのと「群馬ネタをそのまま出しても誰も食べてくれないからグルメ、ミステリー、サスペンス、エロ、ホラーなど、おいしく料理するためにあらゆる要素を意図的に取り入れています。」とのこと。また本作のターゲット層とエロ要素については「当初、読者は20～40代男性を想定していましたが、蓋をあけたら小学生やお母さん世代がメーンに。なので、エロ要素は何とかしないとなあと思っています（苦笑）。」と語っていた。
2017年に間宮祥太朗の主演でドラマ化および映画化され、2018年にはテレビアニメ化され、スマートフォンアプリのゲーム「お前はまだグンマを知らない名産品編」もリリースされた。（iOS版、Android版）

## ストーリー
高校生・神月紀はチバ県からグンマ県に引っ越すこととなった。しかし先に当地へ引っ越していた幼馴染からは「グンマから生きて帰ったものはいない」と警告を受け、さらにインターネットで検索すると、ネガティブな情報ばかりが入ってくる。やがて真中高校に編入した神月は郷土愛に溢れる生徒からグンマゆえの様々な文化・風習を教えられカルチャーショックを受ける一方、トチギ県やイバラキ県との地域間抗争に巻き込まれていく。
群馬県の名産品のこんにゃく、群馬県出身の内閣総理大臣はすべて敬称で先生をつけて呼称するなど、群馬県視点での物語が展開する。

## 登場人物
声はアニメ版の声優。
神月 紀（かみつき のり）
声 - 梶原岳人
本作の主人公。生まれはニイガタ県三条市。チバ県銚子市からグンマに引っ越してくる。見た目は普通。
グンマに向かう高崎線では「籠原駅から先はドアは（自動で）開かない」ことを知って仰天し、さらに転校初日に号令の「起立・注目・礼」に対応できずいきなりクラスメイトに暴行を受けた上でひもかわうどんで身体を縛られてしまい、「他県人が食べると死ぬ」と言われている焼きまんじゅうを無理やり食べさせられるが、無事完食したことで救われた（生まれの三条市が旧高崎藩の飛び地だったことから助かったとも言われている）。いきなり暴行を受けたのは、トチギとの戦争の真っただ中であったことでスパイ疑惑を掛けられたことと、担任教師いわく「転校生が珍しいこと」だったため。
親が転勤族で故郷というものがなかったためかそれ以降は周囲に馴染んでいき、グンマの生活になんとか適応している。長所兼短所は「嫌なことをすぐ忘れる」こと。心の中では「普通の友達が欲しい」と願っている。一方、轟の「修行に行こう」などの妖しい誘いに自ら乗ってきたりもする。女装では紀子と名乗り、一矢の告白を受けたものの正体がわかった上で紆余曲折あって恋人となる（紀が友情の延長として捉えているため）。
実は色々な土地を転々としていたと思いきや、グンマにまつわる所ばかり（前述の三条に加え、銚子も高崎藩の飛び地だった）に住んでいたことが判明した。
轟 二矢（とどろき おとや）
声 - 笠間淳
もうひとりの主人公。赤髪にメガネとマフラーをかけるクラスの委員長で、「JKJ」（ジョーモー・カルテ・ユーゲント。Jomo Karta Jugend、つまり『上毛かるたユーゲント』の意味）のメンバー。
幼少期に神月同様にグンマに引っ越しし、周囲に順応していった結果「グンマの温泉水を摂取しないと発作を起こす」体質になってしまう。グンマの常識は大方、彼の口から紹介される。元々はこんな性格ではなく、グンマの穴なる所で修業した結果こうなったらしい。
神月は当初彼を「幼馴染の轟」と思い込んでいたが、実際は後述の一矢がそれで、チバにいた当時は引きこもりだった二矢とは面識がなかった。
苗字は「群馬の名の由来」とされる「車」を強調したもの。名は山口二矢（浅沼稲次郎暗殺犯）から付けられた。
轟 一矢（とどろき かずや）
二矢の双子の兄で、神月の幼馴染。弟と違ってグンマに対応できず、結果家に引きこもってしまう。登場時は二矢とほぼ同じ容姿だったが、差別化のため髪を切り、メガネもコンタクトにしている。部屋には神月の写真が大量にあるなどヤンデレ気味で、神月に会う度に「ふたりでグンマから逃げよう！」と言い続けている。しかし、イエティーとの同盟が決裂した上に自分も神月もグンマと呼べる範囲内に住んでいたことが判明した結果、彼を連れ戻すことは諦めた模様。
弟と違いインドア派なため、非常に博識。作中では割と常識人の部類に入るものの神月が関わると弟以上に危険人物と化す。紀が女装した姿を「運命の女」として認識し、本人だと気づかず追い回している。吉井の泥んこ祭りで紀に思わず告白してしまい、逃亡するが晴れて恋人となった。
篠岡 京（しのおか きょう）
声 - 内田彩
本作のヒロインで、神月のクラスメイト。通称「篠っち」。
JKJの団長も務める。可憐な容姿に活発な性格。男嫌いで女には優しく接する。一方自身のカラダの使い方もわかっており、男に対してはハニートラップも辞さない。
生まれも育ちも生粋のグンマ人で、腐れ縁の二矢に対しては今もグンマ人とは認めていない。
文化祭では小倉唯（群馬県みどり市出身の声優・歌手）の「Honey♥Come!!」を披露している。
当初は神月のことを快く思っていなかったが、色々あって気になる存在となっている（トチギとの模擬戦の終盤で、神月に事故でスカートをめくられたことから始まったが、神月は気づいていない）。ただし、どういう感情なのか自分でも把握していない(神月が愛知と親しく接する様子を見て嫉妬するという描写もある)が結局は家城と恋人となった。
家城 瑛南（いえき てるな）
声 - 小倉唯
篠岡の友人でJKJのメンバー。通称「イエティー」。
篠岡を病的に愛する女子で、JKJにいるのも彼女のそばにいたいがため。 男子相手には容赦ないが、篠岡の前ではデレデレになる。
一矢とは「神月をグンマから追い出す」という利害関係で一致し、共闘態勢を取っていたが、神月を追い出す計画が遅々として進まず、追い出さず別の女（＝愛知）とくっつけた方が早いと判断して同盟を破棄する。
吉井のどろんこ祭りで篠岡と晴れて恋人となり、一矢に精子提供して貰おうと企てている。
木村 仁達（きむら にたつ）
声 - 林大地
主にグンマの文化の説明役を務める男子。角刈り。料理が上手。女子にはファンが多いらしく、ファンクラブもあるほど。
古頃 康貴（こころ やすき）
声 - 雨澤祐貴
説明役その2。木村のことが好きらしく、ファンクラブ結成時には満場一致で会長に選出された。
赤城山でのタイムスリップで水上の山中に飛ばされた際、キノコ採りを体験する。その結果、二矢曰く「グンマの山のエネルギーを凝縮した」キノコを大量摂取し、自らの体がキノコになってしまった（翌日には人間に戻っていた）。
沼尾有久（ぬまお ありひさ）
いつもヘッドホンにマスク姿。「エア石ころぼうしをかぶる男」を自称するなど存在感がなく、逆にそれを利用してグンマの情報を仕入れている。
対グンマの前哨戦用の兵をスカウトしているが、宇都宮Festaにいた「強そうなコスプレイヤー」を選んでいる。
白衣観音でグンマを潰そうと試みるが、偶然居合わせた真中高校生徒会の女子2人の強力な蹴りにより退散を強いられる。
そのしばらく後、高崎線に乗りに来た神月・二矢・篠岡・イエティー・愛知・（一矢）たちを宇都宮線に誘導し、再戦を試みる。しかし愛知の危機を察知したアイチの守護神「ナナちゃん」の攻撃により、再び敗北を喫する。
相良 シーナ（あいら シーナ）
ニイガタ県から転校してきた女子。ゴスロリ風の容姿で常にマスクを着用し、語尾に「〜のマジ」を付けることが多い。上毛かるたをほぼマスターするなど他県出身にも関わらずグンマ愛をアピールし他生徒の人気を集めるが、実は「グンマをニイガタの出先機関にする」という野望があり、立候補した生徒会会長選挙では篠岡によって急遽候補者にさせられた神月と争うこととなり、田中角栄ばりの硬軟取り揃えた選挙戦を展開する。後に選挙方式から変更された神月との上毛かるたでの決戦に挑むも苦戦、ドーピングとしてコシヒカリやヤスダヨーグルトのエキスが入った注射で凶暴と化す。結果肉が邪魔をして動けなくなり、敗北。さらに自分が実はグンマ人であったという事実を神月らの担任教師から知らされる。結局肥大化した肉体は元に戻り、「両県の橋渡し役」になることを決意しニイガタへ帰る。
実（みのる）
声 - 小倉唯
神月のいとこの小学5年生。グンマ人ゆえか、海を見ると異常に興奮する。
SNSで陣目と知り合い、イバラキへ観光に訪れる。そこで陣目に洗脳され一時イバラキに心酔するが、グンマ愛が勝り正気を取り戻す。その結果陣目に見捨てられ、陣目と牛久大仏による白衣観音への攻撃の原因となってしまう。それでもなお陣目を友達だと信じ、神月と協力して観音を操作し、攻撃を止める。結局陣目の行方は分からなくなったが、SNSでのやり取りは復帰する。
陣目 研（じんめ けん）
イバラキ県生まれの中学1年生。パーカーを着ていて、口元を隠している。
SNSで実と知り合い、グンマへ訪れる。それを知った二矢たちがスパイだと警戒するが、イバラキの魅力の乏しさを涙ながらに語り、二矢たちに同情される。しかしこれは演技であり、真の目的は「グンマを潰す」ことであった。
実をイバラキに連れて行き洗脳させ、イバラキの精鋭部隊に仕立て上げるが、それでもグンマを愛する実に失望し、1人で牛久大仏を操作しグンマの白衣観音を攻撃。だが実と神月が観音を操作し反撃を許し、敗北。その後は山奥へ吹き飛ばされ倒れ込むが、沼津によりトチギの仲間としてグンマを去った。コミックスのおまけ漫画では、沼津と共に日光東照宮の地下で徳川埋蔵金の発掘をしていた。
轟の母方のおじさん
神月がふと寄った「自動販売機店舗」で出会う。ミリオタらしく、店舗を「有事の際の県民保護装置と軍事施設を兼ねた総合戦略基地」と称している。普段は轟家で一矢・二矢兄弟と同居しており、富岡製糸場のガイドのボランティアもしている。
野汁先輩（やじるせんぱい）
声 - 杉田智和
神月たちの先輩で、2年留年しているので20歳。優しく後輩たちにも人気があるが、神月にはその行動がいちいちホモに見えてしまっている。成人しているので運転免許を持っており、愛車は2代目トヨタ・サイノス（親が所有するスバル・エクシーガに乗ってくることも）。
大石（副会長）と書記
ともに女子。大石はメガネ、書記は口が「3」の字になっているのが特徴。「上州のからっ風吹きすさぶ中での自転車通学」で鍛えた脚を持ち、たまたま出会ったトチギの兵に軽く蹴りを入れたところ一撃でこれを葬り去る。生徒会会長選挙では上毛かるたによる対決を提案している。
ブラック夫人（ブラックふじん）
桐生市でスナックのママをする傍ら、上毛かるたの師範として篠岡らを育成した実績を持つ。風貌や行動が『ガラスの仮面』の月影千草にそっくり。シーナとのかるたによる生徒会会長決定戦を前に神月は篠岡とともに彼女の元を訪れるが、大の男嫌いであったために神月は女装し「神月紀子」として修行することとなる。
愛知 伊代菜（あいち いよな）
アイチ県から来た転校生。幼いころから身体が弱く、医療機関について調べていたところ「グンマ県は医療先進県」であることを聞きつけ、短期間ではあるが単身移住してきた。転校生同士ということもあり、神月と仲良くなる。
神月のことは最初はあくまで転校生同士の親切な人程度の認識で、好みでもなかった（曰く、「アンガールズの山根を頑張って雰囲気イケメンにした感じ」）。しかし、彼の優しさに触れたことで好意へと変化。デートに誘うなど割と積極的に行動するため、篠岡をやきもきさせている。一方、当の神月はセーラー服＝中学生という思い込みで、病弱だから特例で体験入学してきたものと勘違いしており、恋愛対象ではないと語っている。
4人の兄がいる。揃って妹を大事にしており、何かあれば全力でグンマをつぶすとのこと。
吉田松陰
幕末の志士。神月と二矢たちが赤城山に登った際にタイムリープし出会う。童貞。
楫取素彦（小田村伊之助）
松陰の義弟で、後に初代グンマ県令となる。「松陰ウィルス」を受け継ぎ、グンマを教育県にしようと奮闘する。
浦野匡彦
上毛かるたの産みの親。神月はかるた修行の際、篠岡の意図せぬ喉付きで失神するが、その際にブラック夫人による「魂の介入」で夢の中で舞台「上毛かるたはじめて物語」で浦野の役を演じることとなり、結果上毛かるたに込められた真意を知る。

## 勢力
グンマ
神月が通う真中高校で結成されている青年団・JKJは上毛かるた県競技大会上位入賞者で構成されており、グンマ県章を背中に入れた上着（夏はTシャツ）と腕章を身に着ける。顔にジェイソン風のお面を付けることが義務だが、一部メンバーは着用を免除されている（家城は頭に着けている）。排他的ではあるが、根は優しい人物ばかりである。グンマのことを語る際は妙にテンションが高い。
トチギ
上毛かるたを経典とするグンマと違い、しもつかれなどの郷土食で地元愛を養成している。グンマへの挑戦状はガラスにレモン牛乳で吹きつけた。
イバラキ
実とSNSを通じて知り合った少年・陣目を介して牛久大仏を対グンマ兵器に仕立て、グンマの精神的シンボルである高崎白衣大観音に戦いを挑む。

## タイアップ
ザスパクサツ群馬
2015年9月の対ジュビロ磐田戦で「お前はまだザスパを知らない」というコラボポスターを制作。またオリジナルポストカードも作られた。
セーブオン
2016年1月より「お前はまだセーブオンを知らない」というキャンペーンを実施。
スマーク伊勢崎
2016年9月に「お前はまだグンマを知らない展inSMARK」を開催。敷地内のヴィレッジヴァンガードがサポートしている。

## 書誌情報
- 井田ヒロト 『お前はまだグンマを知らない』 新潮社〈BUNCH COMICS〉、全11巻
  1. 2014年3月8日発売 ISBN 978-4-10-771738-2
  2. 2014年8月9日発売 ISBN 978-4-10-771764-1
  3. 2015年2月9日発売 ISBN 978-4-10-771800-6
  4. 2015年8月8日発売 ISBN 978-4-10-771837-2
  5. 2015年11月9日発売 ISBN 978-4-10-771851-8
  6. 2016年6月9日発売 ISBN 978-4-10-771900-3
  7. 2017年2月9日発売 ISBN 978-4-10-771955-3
  8. 2017年7月7日発売 ISBN 978-4-10-771993-5
  9. 2018年4月9日発売 ISBN 978-4-10-772071-9
  10. 2018年12月7日発売 ISBN 978-4-10-772142-6
  11. 2019年9月9日発売 ISBN 978-4-10-772210-2

## テレビドラマ
2017年3月7日（6日深夜）から28日まで、日本テレビ『ネクストブレイク』枠（毎週火曜日0:59 - 1:29）にて放送。全4回。原作をベースとしたオリジナルストーリー。

### キャスト
- 神月 紀 - 間宮祥太朗
- 轟 一矢 - 吉村界人
- 篠岡 京 - 馬場ふみか
- 木村 仁建 - 入江甚儀
- 野汁先輩 - 加治将樹
- ゆもみちゃん（草津温泉公式ゆるキャラ、友情出演）
- 担任  - 山本博（ロバート）
- 近藤の妻 - 椿鬼奴
- 近藤 - ほんこん
- 大泉 -  吉田カルロス
- ナレーション - 若本規夫

### スタッフ
- 原作 - 井田ヒロト
- 監督 - 水野格
- 脚本 - 樫田正剛
- 音楽 - 牧戸太郎
- 主題歌 - G-FREAK FACTORY「風林花山」
- チーフプロデューサー - 西憲彦
- プロデューサー - 佐藤東弥、坂下哲也
- 制作協力 - AXON
- 製作著作 - 日本テレビ

### 放送局
| 放送対象地域 | 放送局            | 系列           | 放送期間            | 放送日時                     | 備考   |
| ------------ | ----------------- | -------------- | ------------------- | ---------------------------- | ------ |
| 関東広域圏   | 日本テレビ（NTV） | 日本テレビ系列 | 2017年3月7日 - 28日 | 火曜 0:59 - 1:29（月曜深夜） | 製作局 |

## 映画
群馬県内で2017年7月15日に先行公開され、7月22日に全国公開された。
映画の配給元によると、全国ではミニシアター（スクリーン数30未満）中心の公開ながら、6週目までで2万人を超える動員、興行成績も2700万円を上回る水準で、「今回の上映館数では、かなり良い数字。群馬県内は1万3千人の来場があった」とのこと。
テレビドラマ同様、間宮祥太朗が神月を演じる。

### キャスト
- 神月 紀 - 間宮祥太朗
- 轟 一矢 - 吉村界人
- 篠岡 京 - 馬場ふみか
- 木村 仁建 - 入江甚儀
- 野汁先輩 - 加治将樹
- 担任  - 山本博（ロバート）
- 近藤の妻 - 椿鬼奴
- 近藤 - ほんこん
- 大泉 -  吉田カルロス
- ナレーション - 若本規夫

### スタッフ（映画）
- 原作 - 井田ヒロト
- 監督 - 水野格
- 脚本 - 樫田正剛
- 音楽 - 牧戸太郎
- 主題歌 - G-FREAK FACTORY「風林花山」
- エンディング曲 - G-FREAK FACTORY「REAL SIGN」
- 製作 - 加藤幸二郎、藤原寛
- プロデューサー - 佐藤東弥、中尾裕司、坂下哲也
- アソシエイト・プロデューサー - 合田伊知郎、星野恵
- 撮影 - 岡崎真一、古川好伸
- 編集 - 佐藤崇
- 助監督 - 亀谷英司
- 制作 - 日本テレビ放送網、KATSU-do
- 制作プロダクション - 日テレアックスオン
- 配給 - KATSU-do
- 製作 - 劇場版「お前はまだグンマを知らない」製作委員会

## テレビアニメ
2018年4月から6月まで群馬テレビ、アニマックスで放送され、GYAO!ほかで配信された。ナレーションはバッキー木場。同年7月27日に全12話を収録したDVDが通常盤（DMPBA-033）と群馬県内限定のグンマEdition（DMPBA-034）の2形態で発売された。
エンドロールでは群馬県出身のキャスト・スタッフは文字が光る演出がなされている。

### スタッフ（アニメ）
- 原作 - 井田ヒロト[11]
- 監督・シリーズ構成・脚本・音響監督 - まんきゅう[11]
- キャラクターデザイン・総作画監督 - 湖川友謙[11]
- 色彩設計 - のぼりはるこ[12]、緋和
- 美術監督 - 根本洋行[12]
- 撮影監督 - 石山智之[12]
- 音楽 - 松野恭平[12]
- 音響制作 - 神南スタジオ
- プロデューサー - 菅野勇人、飯塚克巳、相島豪太、成毛克憲、工藤智美、鈴木愛理、鈴木脩一、折田安彦、見市敏之
- アニメーション制作 - 旭プロダクション[11]
- アニメーション制作協力 - CJT[11]
- 製作 - お前はまだグンマを知らない製作委員会

### 主題歌（アニメ）
エンディングテーマ「So Happy」
作詞 - 中村彼方 / 作曲 - 小松秀行 / 編曲 - 佐藤清喜 / 歌 - 内田彩

### 各話リスト
| 話数 | サブタイトル                   | コンテ         | 演出       |
| ---- | ------------------------------ | -------------- | ---------- |
| #1   | 心にググっとグンマ県           | まんきゅう     | 篠原ぱらこ |
| #2   | 起立、注目、礼                 | 篠原ぱらこ     | 篠原ぱらこ |
| #3   | つる舞う形のグンマ県           | 篠原ぱらこ     | 篠原ぱらこ |
| #4   | 焼きまんじゅう                 | 篠原ぱらこ     | 篠原ぱらこ |
| #5   | JKJ                            | シラサキカズマ | 篠原ぱらこ |
| #6   | 上毛かるたの歴史               | シラサキカズマ | 篠原ぱらこ |
| #7   | からっ風                       | シラサキカズマ | 篠原ぱらこ |
| #8   | 海                             | シラサキカズマ | 舘信一郎   |
| #9   | グンマの運動会（前編）         | シラサキカズマ | 舘信一郎   |
| #10  | グンマの運動会（後編）         | シラサキカズマ | 舘信一郎   |
| #11  | 自販機店舗                     | シラサキカズマ | 舘信一郎   |
| #12  | 我々はまだグンマを知らなかった | まんきゅう     | 舘信一郎   |

### 放送局（アニメ）
| 放送期間               | 放送時間           | 放送局       | 対象地域 | 備考             |
| ---------------------- | ------------------ | ------------ | -------- | ---------------- |
| 2018年4月2日 - 6月18日 | 月曜 20:55 - 21:00 | 群馬テレビ   | 群馬県   | リピート放送あり |
| 2018年4月7日 - 6月23日 | 土曜 23:25 - 23:30 | アニマックス | 日本全域 | CS放送・BS放送   |

| 配信期間               | 配信時間        | 配信サイト |
| ---------------------- | --------------- | ---------- |
| 2018年4月2日 - 6月18日 | 月曜 21:00 更新 | GYAO!      |

上記はテレビ本放送と連動した無料配信のもの。以降も有料配信サイトなどで引き続き配信中。